# Castillo de Gradačac
El Castillo de Gradačac (en bosnio: Dvorac Gradačac) es un castillo situado en Gradačac en Bosnia y Herzegovina.
Gradačac tiene una fortaleza con paredes de 18 metros de alto, construida entre 1765 y 1821, y una torre de vigilancia de 22 metros de alto, construida en 1824 por Husein-kapetan Gradaščević sobre cimientos hechos originalmente por los romanos. Todo se finalizó en el siglo XIX. En 1831 se unieron los bosnios en general contra la ocupación turca y expulsaron a los otomanos a Kosovo, y Bosnia ganó su soberanía el siguiente año. Por estos hechos, la fortificación tiene una gran importancia histórica para los bosnios. Ha sido recientemente renovada.